# Гузеев, Евгений Фёдорович
Евге́ний Фёдорович Гузе́ев (род. 20 октября 1951, Макеевка, Сталинская область) — российский дипломат.

## Биография
Евгений Гузеев родился в 1951 году в Макеевке в семье рабочих.
После окончания школы отслужил в рядах Советской армии рядовым, ефрейтором и младшим сержантом. Прошёл службу во Львове.
В 1978 году окончил Московский государственный институт международных отношений (МГИМО), позже Дипломатическую академию Министерства иностранных дел России в 1992 году. Имеет дипломатический ранг Чрезвычайного и Полномочного Посланника 2-го класса(указ Президента России от 28 ноября 2007 г.).Владеет языками: английский, хинди, украинский, итальянский.
С 1978 года по 2016 год работал в системе Министерства иностранных дел СССР/РОССИИ(МИД СССР/РОССИИ) в посольствах и генконсульствах в Индии,Непале,Италии,Украине,Болгарии,Молдавии. а также в центральном аппарате МИД на должностях от референта до заместителя директора департамента.
С февраля 2002 года по апрель 2005 года — представитель Российской Федерации в Руководящем комитете Совета Европы по вопросам местной и региональной демократии; руководитель секретариата делегации Российской Федерации в Конгрессе местных и региональных властей Европы.
С июля 2005 года по 31 марта 2011 года являлся Генеральным консулом Российской Федерации во Львове (Украина). В 2011 г.награжден благодарностью Президента России за вклад в развитие отношений между Россией и Украиной. В октябре 2016 года вышел в отставку с дипломатической службы.

## Награды
- Благодарность Президента Российской Федерации (21 февраля 2011 года) — за большой вклад в развитие и укрепление отношений дружбы и сотрудничества между Российской Федерацией и Украиной[1]